# Pál Hermann
Pál Hermann o Paul Hermann, o Pal Hermann (Budapest, 27 marzo 1902 – 1944) è stato un violoncellista e compositore ungherese.

## Carriera
Nato da una famiglia ebrea, della sua infanzia si conosce ben poco. Dei suoi primi anni di vita non rimane che un aneddoto: era disposto a sottoporsi alle lezioni di pianoforte solo a patto di ricevere un centesimo a lezione. Studiò presso l'Accademia Musicale Franz Liszt tra il 1915 e il 1919, dove intrattenne stretti rapporti, sia musicali sia personali, con i suoi insegnanti di composizione Béla Bartók e Zoltán Kodály, con il violonista Zoltán Székely e con pianisti Géza Frid e Lili Kraus.
Hermann studiò violoncello con Adolf Schiffer e composizione prima con Leo Weiner, che era anche il suo insegnante di musica da camera, e successivamente con Bartok e Kodaly. Già durante gli anni degli studi, Hermann era un esecutore molto attivo. Ha iniziato la sua carriera internazionale di violoncello all'età di 16 anni, esibendosi come solista in tutta l'Europa. In ogni caso, Hermann non ritenne necessario completare gli studi presso l'Accademia Liszt. [Citazione necessaria]

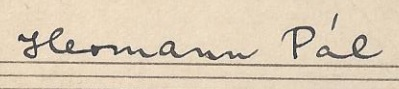
firma Pál Hermann

Insegnò violoncello e composizione presso Volksmusikschule Berlino dal 1929 al 1934. Inevitabilmente, con il cambio del clima politico a Berlino e con la crescente ostilità del potere nei riguardi degli ebrei, decise di trasferirsi prima a Bruxelles (1934-1937), poi a Parigi (1937-1939) e infine nel sud della Francia. Deportato sotto il regime di Vichy, nel febbraio 1944 fu incarcerato nel campo di internamento di Drancy; il 15 maggio 1944 fece parte dei prigionieri del Convoglio Drancy 73, diretto nei paesi baltici. A partire da questa data si perdono le tracce del musicista.

## Interprete e compositore
Spesso suonava anche recital, con il Quartetto ungherese, con il violinista Zoltán Székely ed altri. Dei suoi concerti e registrazioni rimangono però solo i programmi. Il Prins Bernhard Cultuurfonds gestisce il Paul Hermann Fonds, che offre borse di studio a giovani violoncellisti per l'Accademia Musicale Franz Liszt.

## Composizioni
Hermann ha lasciato un piccolo numero di composizioni, ora tutte di pubblico dominio in Europa.
- Grand Duo, pour violon et violoncelle (1929–30)
- Duo pour violon et violoncelle (1920, dédié a  Zoltán Székely)
- Trio à cordes (1921)
- Toccata, pour piano (1936)
- Quatre Épigrammes, pour piano (1934)
- Trois mélodies sur des textes d'Arthur Rimbaud et de Paul Valéry, extrait de Charmes (1934–39)
  - OphéliePaul van Gastel, tenor, Paolo Orlandi, piano
  - La Ceinture
  - La Dormeuse

## Vita personale
Durante i primi anni della sua carriera, Hermann visitava regolarmente Londra per recital e concerti. Durante le trasferte londinesi era solito alloggiare presso la residenza della famiglia De Graaff-Bachiene, di proprietà di mecenati. Si conserva la memoria di uno di questi soggiorni, avvenuto nel 1928. Hermann e il suo amico Zoltán Székely - al culmine della loro collaborazione musicale - avevano intrattenuto una grande compagnia di persone in casa De Graaff con un recital. Più tardi quella stessa sera, Pál iniziò a ballare scherzosamente tenendo il suo violoncello tra le braccia. La gente applaudiva divertita e Hermann continuava a girare e ballare fino a cadere e a rompere irrimediabilmente lo strumento. Il loro ospite, Jaap de Graaff, appassionato mecenate, decise di acquistare un violoncello Gagliano per Hermann e un violino Stradivarius per Zoltán Székely.